# Johann Philipp von Bettendorf
Johann Philipp Freiherr von Bettendorf (* 30. März 1718 in Mainz; † 28. August 1773 ebenda) war reichsunmittelbarer Herr in Falkenstein und Niederhofheim und kurmainzischer Hofmarschall und Großhofmeister und Oberamtmann in Königstein im Taunus.

## Leben
Johann Philipp Freiherr von Bettendorf stammte aus dem Mainzer Zweig des Geschlecht von Bettendorf. Er war der zweite Sohn und Kurmainzer Großhofmeisters und Königsteiner Oberamtmanns Lothar Johann Karl von Bettendorf (1674–1745) und dessen Frau Gräfin Marie Sophie von Stadion.
Mit dem Tod seines Vaters wurde er 1745 kurmainzischer Oberamtmann im Amt Königstein und blieb zu seinem Tod 1773 in dieser Stellung. Auch am Hof in Mainz trat er in die Ämter seines Vaters ein und wurde Hofmarschall und Großhofmeister.
Als Erbe seines 1745 verstorbenen Vaters wurde sein älterer Bruder Lothar Franz Melchior Philipp Freiherr von Bettendorf Oberhaupt des Mainzer Zweiges seines Geschlechtes, Reichsritter und erblicher Reichsfreiherr. Er verfügte über Besitztümer in Franken und im Rheingau. Staatsrechtlich bedeutender war die ererbte Herrschaft über Schloss und Dorf Falkenstein als Nassau-Weilburger Lehen sowie von Niederhofheim. Nachdem Lothar Franz Melchior Philipp 1768 kinderlos gestorben war, wurde Johann Philipp Erbe des Familienbesitzes.
Er heiratete am 1. März 1746 in Heidersheim Luise Freiin Langwerth von Simmern. Die Ehe blieb kinderlos und so starb diese Linie des Hauses Bettendorf 1773 im Mannesstamme aus.
Um das Erbe gab es einen Rechtsstreit. Das Gesamthaus Nassau-Saarbrücken zog das Lehen Falkenstein als verfallen ein. Erst nach langwierigen Verhandlungen einigte man sich auf einen Kompromiss. Die Besitzungen in Hornau gingen als Witwensitz an Luise Freiin Langenwerth von Simmern und Johann Philipps Schwester Maria Sophie Charlotte Coudenhoven erhielt die Herrschaft Niederhofheim.